# Гоеч, Жан-Шарль
Жан-Шарль Гоеч (фр. Jean-Charles Goyetche; род. 30 сентября 1979, Нумеа) — новокаледонскийский шоссейный велогонщик.

## Карьера
В 1999 году стал чемпионом Океании в групповой гонке, проходившем в австралийском Сиднее.
В 2001 и 2002 годах становился победителем многодневной гонки Тур Таити.

## Достижения
1999
 Чемпион Океании — групповая гонка
2001
Тур Таити
2002
Тур Таити